# Eragrostis domingensis
Eragrostis domingensis là một loài thực vật có hoa trong họ Hòa thảo. Loài này được (Pers.) Steud. mô tả khoa học đầu tiên năm 1854.